# 金成洙
金成洙（：／ Kim Seong-soo，1966年9月27日—），是大韓民國政治人物，第19任釜山廣域市海雲台區區廳長。

## 選舉
2022年6月，在第8次全國同時地方選舉中，以國民力量黨員身份參加海雲台區廳選舉，擊敗現任共同民主黨候選人洪淳憲成功當選。